# Janez Kranjc (svećenik)
Janez (Ivan) Kranjc bio je katolički svećenik i mučenik, ubijen na okrutan način od strane četnika u Drugom svjetskom ratu.

## Životopis

### Djetinjstvo i školovanje
Rođen je 24. kolovoza 1914. u zaseoku Voglajna, blizu Gorice pri Slivnici (Slovenija) od oca Franca i majke Genovefe rođ. Ocvirk kao četvrto od šestero djece, među kojima su bila četvorica sinova i dvije kćeri. Kao dijete pohađao je osnovnu školu u Slivnici pri Celju, nedaleko od Voglajne.

### Odlazak u bogosloviju i ređenje za svećenika
Kao 19-godišnjak, 1933. godine ušao je u Bogoslovno sjemenište u Šibeniku. Nakon završenog bogoslovnog studija, biskup fra Jeronim Mileta zaredio ga je za svećenika 18. lipnja 1939. u benediktinskoj crkvi Gospe Snježne koja se nalazi u sklopu samostana sv. Luce u Šibeniku. Mladu misu slavio je u svojoj rodnoj župi u crkvi sv. Marije Magdalene u Slivnici pri Celju.

### Svećenička služba
Nakon zaređenja za svećenika, poslan je na službu u Zadarsku nadbiskupiju gdje je tri godine bio župni vikar u Nuniću i Erveniku (nedaleko Kistanja) sve do svoje mučeničke smrti, djelujući uz župnika don Franu Ivankovića.

### Mučeništvo
Na Badnjak 1941., dok je putovao prema crkvi sv. Mihovila Arkanđela u Erveniku gdje je bio kapelan, u zasjedi su ga dočekali domaći četnici iz Kistanja i benkovačkog kraja i ubili ga. Prema kazivanju vjernika, četnici su ga uhitili, vezali, živoga nabili na ražanj i ispekli. Kada su župljani došli na polnoćku, četnici su im u crkvu »na dar« donijeli Kranjca ispečenog.
Ne zna se gdje je pokopan.

## Beatifikacija
Don Janez (Ivan) Kranjc kandidat je za beatifikaciju uz još devetoricu ubijenih svećenika i jednu redovnicu koji su djelovali na području Zadarske nadbiskupije u vrijeme Drugog svjetskog rata. To su: Ante Adžija (1880. – 1944.), Ante Čotić (1894. – 1945.), Mirko Didović (1886. – 1945.), Ante Letinić (1899. – 1945.), Srećko Lovretić (1911. – 1942.), Ljubomir Magaš (1915. – 1943.), Ivan Manzoni (1899. – 1942.), Eugen Šutrin (1914. – 1945.), Ivan Tičić (1908. – 1943.) i s. Agneza Petroša (1901. – 1943.).

## Štovanje i spomen
Godine 2018. Polona Jurinić je objavila dvojezičnu knjigu o njegovom mučeništvu, životu i putovima. Knjiga se zove Po poteh don Janeza (Ivana) Kranjca (»Po putovima don Janeza (Ivana) Kranjca«).